# 表外业务
表外业务，是银行业务的一类，与表内业务相对。即商业银行从事的不列入资产负债表，但能影响当期损益的经营活动。表外业务回避了对银行资本充足率的限制，避免了对银行信贷总规模的限制，避免了对单个客户贷款规模的限制。

## 定義
狭义的表外业务，是指未列入资产负债表，但与表内的资产业务或负债业务关系密切且有风险的业务。包括“或有债务”与“或有风险”，例如：
- 各种担保性业务，如开出信用证；
- 承诺性业务。主要有回购协议、信贷承诺、票据发行便利、循环包销便利、买入远期资产等；
- 金融衍生工具交易,如资产证券化、贷款出售、期权、互换合约、利率合约（远期利率协议）、汇率合约等。
- 投资银行业务

广义的表外业务，是指狭义的表外业务再加上无风险的业务：
- 支付与结算
- 银行代理业务：代理收付款、代理融通、代理行业务、保付代理业务、代理承销和兑付债券、代理清欠、代理监督、代理会计事务、代理保管、代购代销、代客理财、代办集资、个人外汇、证券买卖业务等
- 咨询
- 信托业务
  - 融资性信托
  - 公益性信托
  - 个人理财和公司理财
  - 信托投资
- 与贷款有关的服务：贷款组织、贷款审批、辛迪加贷款代理等
- 进出口服务：代理行服务、贸易报单、出口保险业务等

## 運作
表外资产可以转换为表内资产。例如，商业银行向一家进口企业开出信用证。如果信用证到期时该进口企业未能按合同付款，银行向收款人支付合同款项后，这笔交易要从表外的“开出信用证”、“应付信用证款项”科目销记，会计分录为表内的“信用证垫款”、“资金账户”科目。
同样，表内资产也可能转换为表外资产。例如，商业银行把买入的票据（贴现）在未到期前卖出（转贴现），就面临着“卖出的票据被拒付”这一不确定风险，需要在表外科目中分录。再例如，银行把一批贷款重新组合后包装为银行债券销售，这就把这批贷款从表内转移到表外。最常见的是信用抵押贷款的证券化。
监管当局一般要求严格管制商业银行的表外业务，避免风险集中。通常是用信用转换系数把各类表外业务换算成表内业务余额，实行并表管理。